# Oto Henrique, Eleitor Palatino
Oto Henrique (em alemão: Otto Heinrich; Amberg, 10 de Abril de 1502 – Heidelberg, 12 de Fevereiro de 1559), também conhecido como Otenrique (em alemão: Ottheinrich) foi um príncipe alemão membro da dinastia de Wittelsbach tendo sido Eleitor do Palatinado.

## Biografia
Otão Henrique era filho de Ruperto do Palatino, Bispo de Frisinga (terceiro filho de Filipe, Eleitor Palatino) e de Isabel da Baviera-Landshut (filha de Jorge, duque da Baviera-Landshut). Foi inicialmente Duque do Palatinado-Neuburgo entre 1505 e 1559 e Eleitor do Palatinato entre 1556 e 1559.

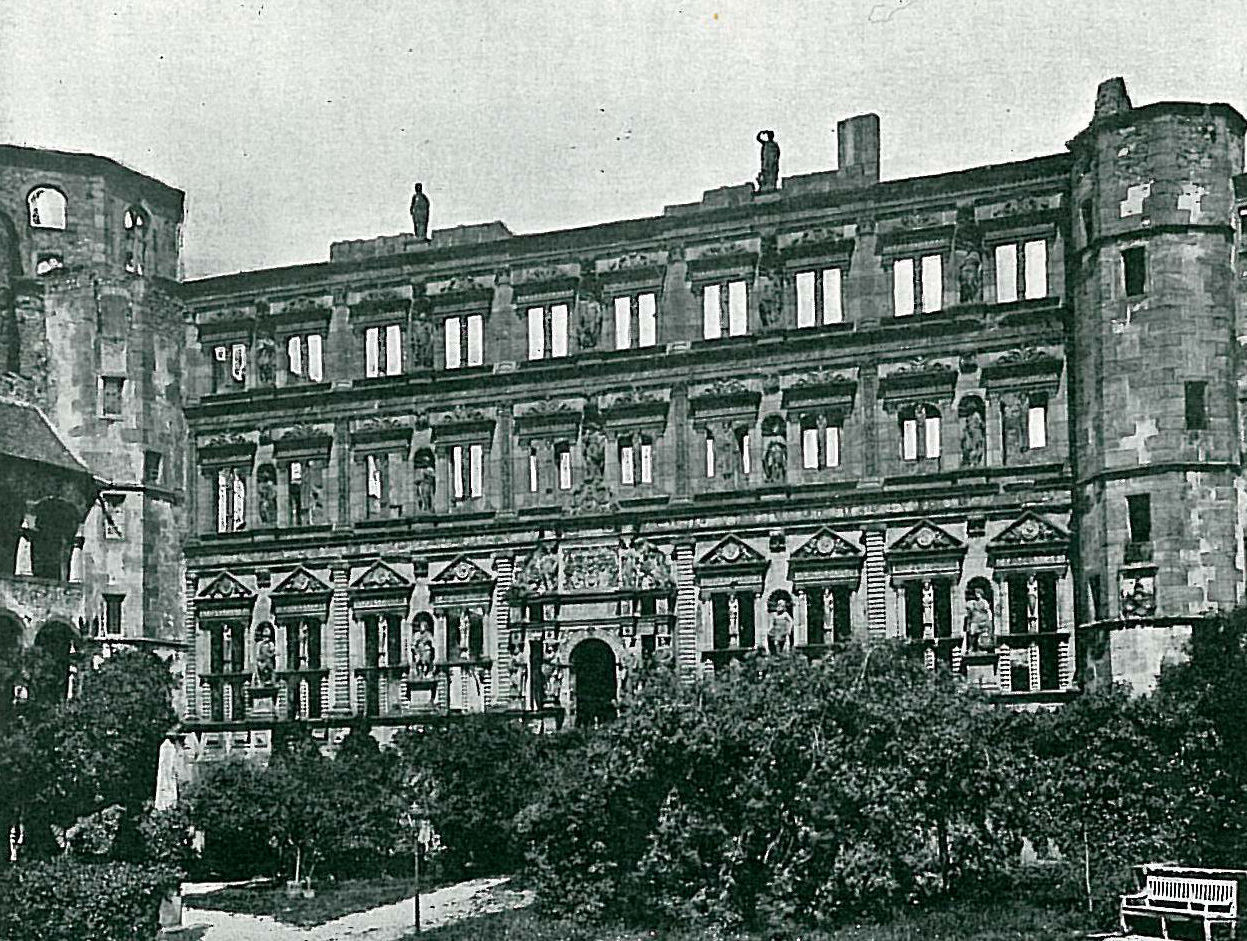
Fachada do Ottheinrichsbau, Heidelberger Schloss (1894).

Como neto de Jorge da Baviera, o jovem Otão-Henrique foi compensado, conjuntamente com seu irmão Filipe, com o novo Ducado do Palatinado-Neuburgo depois de seus pais terem perdido o Ducado da Baviera-Landshut durante a Guerra da Sucessão de Landshut que disputaram contra Alberto IV da Baviera.
Otão Henrique introduziu o Protestantismo no Eleitorado do Palatinato em 1557. Patrocinou as artes, promoveu a ciência e comprometeu-se com a formação de médicos para a dissecação de cadáveres. A sua biblioteca, a Bibliotheca Palatina, foi considerada uma das mais importantes do seu tempo.
No Castelo de Heidelberg deixou o Ottheinrichsbau (em português:  Edifício de Oto Henrique), assim chamado em sua homenagem, como um exemplo de arquitectura renascentista alemã.

Esteve envolvido em diversos conflitos causados pelo seu dispendioso estilo de vida, o que o colocou à beira da bancarrota.
Oto Henrique casou com Susana da Baviera (1502–1543), filha de Alberto IV da Baviera, no dia 16 de Outubro de 1529. Foi o seu segundo marido e o casal não teve filhos.